# Armação dos Búzios
Armação dos Búzios este un oraș din unitatea federativă Rio de Janeiro, Brazilia. Cunoscut popular ca Buzios, este o destinatie turistica internationala si un loc in care locuitorii orasului Rio de Janeiro (aflat la 173 km de Buzios) si din lume isi petrec timpul liber. In anul 2020 populatia numara 34 477 locuitori pe o suprafata de 71 de kilometri patrati. Este o destinatie turistica importanta, vizitata in special de catre Brazilieni si Argentinieni. Buzios a fost aproape necunoscut pana in anul 1964 cand actrita de origine franceza Briggite Bardot l-a popularizat prin vizita ei.  